# Kenn (municipio)
Kenn es un municipio situado en el distrito de Tréveris-Saarburg, en el estado federado de Renania-Palatinado (Alemania). Se encuentra ubicado al oeste del estado, cerca de la ciudad de Tréveris, de la orilla del río Mosela - uno de los principales afluentes del Rin - y de la frontera con Luxemburgo y el estado de Sarre.

## Historia
Se puede suponer que los celtas comenzaron a vivir alrededor del Kenn actual ya en el año 250 a. C. Los hallazgos en las proximidades inmediatas prueban su existencia. No está claro si era solo una cuestión de pequeños grupos individuales que quizás solo estaban de paso o si ya se habían establecido allí tribus más grandes. Sin embargo, es seguro que un asentamiento local de origen romano surgió en el terreno del actual Kenn hace unos dos mil años.
Hay varios hallazgos tanto de la Edad del Hierro como de la época del Imperio Romano. Se puede ver una copia de una estatua de una náyade romana en la plaza romana de Kenn, mientras que el original bien conservado se encuentra en el Museo regional renano Tréveris en estos días. El centro de la ciudad ha crecido desde mediados del siglo II en un área que encierra una antigua villa romana. Durante los trabajos de construcción en 1987, se descubrieron tres sótanos dispuestos en fila en un área de aprox. 23 metros x 4,40 metros, de los cuales se restauró la sala del sur y ahora se puede visitar. La casa de campo, que fue construida en 1764 y ahora alberga el museo de historia local de Kenn, también se construyó en esta 'Villa Urbana', que es el nombre de la finca.
La primera colación data del año 893 d. C. Allí se menciona el nombre 'Cannis', que puede derivarse del latín y significa algo así como 'banco de juncos'. La ortografía Kenn se ha utilizado desde el siglo XVIII.
Kenn estuvo fuertemente influenciado por la era Maximiner. Aunque una mención documentada del 633 d. C. resultó ser una falsificación, todavía hay razones para suponer que una donación de extensos señoríos con campos, bosques y aldeas (incluido Cannis) a la Abadía de San Maximino se remonta al rey merovingio Dagoberto I. Ya en 1797, en el Tratado de Campo Formio, toda la margen izquierda del Rin, incluida la región local alrededor de Kenn, fue conquistada durante la Guerra de la Primera Coalición y anexada por Francia. Bajo el reinando de los Franceses, Kenn fue asignado a la Mairie Longuich en el cantón de Schweich. En 1802, durante el período de la secularización, se abolió la abadía benedictina de San Maximino.

### Evolución de la población
| Año  | Habitantes |
| ---- | ---------- |
| 1815 | 409        |
| 1835 | 737        |
| 1871 | 808        |
| 1905 | 713        |
| 1939 | 872        |
| 1950 | 960        |
| 1961 | 1,114      |
| 1970 | 1,324      |
| 1987 | 2,276      |
| 1997 | 2,503      |
| 2005 | 2,535      |
| 2019 | 2,745      |